# Monotype
 Monotype Imaging Holdings, Inc. és una companyia de disseny de tipografies (type foundry) responsable de moltes innovacions en la tecnologia de la impressió -en particular la màquina Monotype que va ser la primera a ser completament mecànica- i en el disseny i producció de tipografies en els segles xix i xx. El seu producte més conegut és el tipus Times New Roman.

## Història
Lanston Monotype Machine Company va ser fundada per Tolbert Lanston a Filadèlfia l'any 1887. Lanston havia patentat un mètode mecànic d'encunyar els caràcters de metall des de tires fines de metall que es posaven en una matriu d'impressió. El 1896 Lanston va patentar la primera màquina tipogràfica de metall escalfat i Monotype va publicar la seva primera tipografia, Modern Condensed. 
En la recerca d'inversors, la companyia va obrir una filial a Londres l'any 1897 sota el nom de Lanston Monotype Corporation Ltd. El 1899 es va construir una nova fàbrica a Salfords prop de Redhill a Surrey on s'ha situat per més d'un segle. La companyia és d'una mida suficient per tenir la seva pròpia estació de ferrocarril.
El 1999, Agfa-Compugraphic va adquirir Monotype Corporation, que es va canviar de nom a Agfa Monotype. A finals de 2004, després de sis anys de pertànyer a Agfa Corporation, Monotype va ser adquirida per TA Associates, una firma d'inversió privada de Boston. L'empresa es va convertir en Monotype Imaging, enfocant-se en els negocis tradicionals de la companyia.
Monotype ha estat la primera companyia a produir una versió digital de l'alfabet Urdú.